# Private Waldschule Grunewald
Die 1930 gegründete Private Waldschule Grunewald, inoffiziell und sehr gängig auch Lessler-Schule, war eine konfessionell ungebundene Privatschule zunächst nur für Mädchen, ab 1933 auch für Jungen im Berliner Ortsteil Grunewald, von der Pädagogin Toni Lessler (1874–1952) gegründet und geleitet. Die Schule war Grundschule, Reformrealgymnasium und Lyzeum; sie orientierte sich als damals erste bzw. einzige Privatschule im Deutschen Reich teilweise (eine Schulklasse) und temporär am Erziehungsbild von Maria Montessori. Ein angegliedertes Tagesheim bzw. Tagesinternat offerierte neben Verpflegung eine ganztägige Betreuung der Schüler beim Lernen und bei Hausaufgaben durch qualifizierte Lehrkräfte. Ende 1933 mussten als „arisch“ klassifizierte Schüler und Lehrer nach NS-Maßgabe die Privatschule verlassen, ab 1934 durften nur noch jüdische Schülerinnen und Schüler aufgenommen werden. Die Privatschule gliederte ab Mitte September 1934 eine Frauenschule an, die einzige jüdische Frauenschule im Deutschen Reich. Spätestens ab 1937 musste sich die Bildungseinrichtung Private Jüdische Waldschule Grunewald nennen, sie erhielt eine Oberstufe, die zur Reifeprüfung führte. 1939 wurde die Privatschule von den NS-Behörden geschlossen.

## Geschichte

### Vorgeschichte: Wilmersdorf, Uhlandstraße 161
Toni Lessler, geborene Heine (entfernt mit Heinrich Heine verwandt), betreute bereits seit 1912 im Gartenhaus der Uhlandstraße 161 in Berlin-Wilmersdorf private Schulzirkel für Mädchen und Jungen mit intensiverem Betreuungsbedarf, um diese beim Lernen und bei ihren Hausaufgaben zu fördern (dazu ausführlicher: Toni Lesslers Kurzbiographie). Es entstand die inoffizielle, aber weithin gebräuchliche Bezeichnung Lessler-Schule. Die „Familienschule“ wuchs auf sechzig Schüler an, so dass sich aus den sukzessive angemieteten Wohnungen und Räumen im Hinterhof der Bedarf für ein eigenes Schulhaus entwickelte.

### Grunewald, Brahmsstraße 19
Das Fortsetzungsprojekt wurde 1930 als Privatschule für Mädchen in einer in jüdischem Besitz befindlichen Villa eröffnet, innerhalb einer seit rund vier Jahrzehnten bestehenden Villenkolonie. Ihr wurde – erstmals bei einer deutschen Privatschule – ein Tagesheim mit entsprechender Vollverpflegung angegliedert, in dem sich die Schülerinnen bei Bedarf auch an den Nachmittagen aufhalten konnten und dort beispielsweise bei den Hausaufgaben und beim Lernen betreut wurden. Das Tagesheim, während der Zeit des Nationalsozialismus auch als Tagesinternat bezeichnet, leitete die jüngere Schwester der Schulvorsteherin, die Lehrerin Clara Heine (geboren am 29. Februar 1876 in Bückeburg; gestorben am 18. September 1967 in New York City), die bereits seit 1920 in den Schulzirkeln ihrer älteren Schwester mitwirkte und vorher an der Privatschule ihrer Mutter Hermine in Cassel tätig war.
In der Villengegend Grunewald waren zu dieser Zeit viele wohlhabende Familien von Akademikern, Bankiers, Künstlern und Unternehmern angesiedelt, darunter oft solche jüdischer Herkunft. Weitere Klientel dieser Schule waren meist befristet in die Reichshauptstadt berufene ausländische Diplomaten, die ihre Kinder auf international ausgerichtete Bildungseinrichtungen mit bester Fremdsprachenvermittlung schicken wollten.
Zwischen 1930 und deren generellem Verbot im April 1933 bestand an der Schule eine eigene Montessori-Klasse mit 32 Schülerinnen. Aus diesem Anlass wurde die Schule von der ab 1925 durch Clara Grunwald geführten Deutschen Montessori-Gesellschaft e. V. (DMG) ausgewählt, um dort 1931 einen großen Empfang anlässlich des ersten Besuchs von Maria Montessori in Deutschland zu veranstalten.

### Grunewald, Hagenstraße 56
Durch den Erfolg der neugegründeten Schule und stetig wachsende Schülerzahlen wurde 1932 ein größeres Schulgebäude erforderlich. Lesslers Privatschule für Mädchen zog daher in eine größere Villa um, die sich nicht weit entfernt und ebenfalls in jüdischem Besitz befand. Die Anmietung erwies sich als kostenintensiv. Der weitläufige parkähnliche Garten der Villa eignete sich für die Pausengestaltung, den Schulsport, für Unterricht im Freien, für einen Obstgarten und die Anlage von Blumenbeeten durch die Schüler der verschiedenen Klassen. Es bestand ein Tennisplatz, der im Winter geflutet wurde, um von den Schülern für den Schlittschuhlauf genutzt werden zu können.
Die 1. Verordnung zum Gesetz gegen die Überfüllung deutscher Schulen und Hochschulen vom 25. April 1933 begrenzte die Zahl der Neuaufnahmen jüdischer Schüler an höheren öffentlichen Schulen (und Hochschulen). Jüdische Schüler und Lehrkräfte wurden an den staatlichen Schulen generell ausgegrenzt, wodurch insbesondere Schulanfänger und jüngere Schüler stark betroffen waren. Eltern versuchten daher, ihre Kinder vor derart traumatischen Erfahrungen zu schützen, indem sie sie auf jüdische Schulen schickten, von denen es jedoch zunächst nicht genug gab bzw. deren Kapazität noch nicht ausreichte. Ab 1933 nahm die Lessler-Schule Knaben und Mädchen auf, die jedoch nicht gemeinsam unterrichtet werden durften, weil die nationalsozialistische Schulpolitik der Koedukation ablehnend gegenüberstand. Somit mussten neben den bestehenden Mädchenklassen auch Knabenklassen gebildet werden. Etwa zu dieser Zeit erfolgte wohl in Etappen die Umbenennung von der Privatschule für Mädchen über die Private Waldschule Lessler zur Privaten Waldschule Grunewald, wie es erhaltene Originalbelege der Jahre 1933 und 1934 nahelegen. Der Begriff Waldschule bezog sich auf einen heilpädagogisch begründeten Trend der damaligen Zeit, Stadtkindern einen direkten Bezug zur Natur zu ermöglichen, der im vorstädtisch strukturierten Ortsteil Grunewald mit Zugang zum gleichnamigen Waldgebiet gegeben war.
Die Unterrichtsinhalte veränderten sich während der Zeit des Nationalsozialismus; jüdische Schulen mussten ihre Schüler nun vordringlich auf ein Leben nach der Emigration ins Ausland vorbereiten. Der Fremd- bzw. Zweitsprachenerwerb, vorrangig Englisch und Hebräisch, gewann demgemäß an Bedeutung, aber auch das Erlernen praktischer Alltagsfertigkeiten und das identitätsstiftende Begehen jüdischer Feste, da viele deutsche Schüler jüdischer Herkunft aus zum Christentum konvertierten Familien oder aus säkular bzw. agnostisch orientierten Familien kamen.
Der Berliner Mediziner Wilhelm Nussbaum (1908–1975), ein Gynäkologe, gründete im August 1933 die Arbeitsgemeinschaft für jüdische Erbforschung und Eugenik/Erbpflege und führte bis 1935 u. a. an der Privaten Waldschule Grunewald eine genetische Erhebung durch, für die er beispielsweise den Präsidenten der Reichsvertretung der Deutschen Juden, Rabbiner Leo Baeck, als Fürsprecher gewonnen hatte. Mögliche physische Besonderheiten des deutschen Judentums sollten durch Untersuchung und Befragung von 1000 Juden festgestellt werden. Dafür wurden Erfassungsbogen entwickelt, in welche die Messergebnisse eingetragen wurden. Die der Lessler-Schule sind erhalten. Als sich jedoch im Verlauf der Studie abzeichnete, dass sich die Juden als Teil der „indo-europäischen Rasse“ nicht von der ebenfalls zugehörigen „deutsche[n] Rasse“ unterschieden, untersagte die Gestapo die weitere Forschung und eine Veröffentlichung der Ergebnisse.
Toni Lessler, die ihre Privatschule nicht an einen „arischen“ Betreiber übergeben mochte, fürchtete Ende 1933 eine Schließung ihrer Bildungseinrichtung. Der von den Nationalsozialisten als „arisch“ bezeichnete Teil des Lehrerkollegiums und 121 als „arisch“ klassifizierte Schüler und Schülerinnen – somit der weitaus größte Teil – mussten stattdessen am letzten Schultag vor Heiligabend, am Freitag, dem 22. Dezember 1933, die Schule ohne vorherige Ankündigung umgehend verlassen und wurden durch den Schulrat des Bezirks aufgefordert, sich noch am selben Tag an öffentlichen Schulen anzumelden. Die betroffenen Lehrer, aber auch alle Schüler, erschienen am selben Tag dennoch mit ihren Eltern zur vorgesehenen Schulweihnachtsfeier, an der Schulvorsteherin Toni Lessler als Jüdin jedoch nicht teilnehmen durfte. Einer „arischen“ Schülerin wurde auf Antrag die ministerielle Sondergenehmigung erteilt, ihren vor Ostern 1934 anstehenden Schulabschluss noch an ihrer gewohnten Schule zu absolvieren.
Der pädagogische Montessori-Ansatz einer Schulklasse von 32 Schülern, in den Toni Lessler so viel Geld investiert hatte, wurde untersagt.
Schulleitung und Lehrkräften gelang es, nach dem 22. Dezember 1933 die jüdischen Schüler und Schülerinnen weitestgehend nicht mit den NS-behördlichen Umtrieben zu belasten. Der Lessler-Schüler Ernst Ludwig Ehrlich erinnerte: „Wir lebten in einem weiträumigen und daher freundlichen Getto. Die Gettomauern waren damals noch recht weit, und wir konnten normale Schulausflüge machen und das normale Leben junger Menschen führen. [Die Lehrer] waren hoch qualifiziert für die allgemeinen Fächer und haben uns auch eine gute jüdische Bildung auf breiter Basis vermittelt, so dass mir meine Schulzeit der Jahre 1936 bis 1940 in angenehmer Erinnerung bleibt, trotz der äußeren Verfolgung. Rückblickend erscheint mir diese Tatsache auch merkwürdig“.
Zwischen Weihnachten 1933 und Ostern 1934 wurden 140 neue Schüler für die Lessler-Schule angemeldet, jüdische Schüler, die ihre Ausgrenzung an den öffentlichen Schulen nicht mehr aushielten.
Schulvorsteherin Toni Lessler wurde auf Veranlassung des Wilmersdorfer Schulrats ein Kollege beiseite gestellt; ab 4. Januar 1934 wurde der von den NS-Behörden als so klassifizierter „Mischling 1. Grades“ zwangsweise in den vorzeitigen Ruhestand versetzte 42-jährige Oberstudiendirektor i. R. Kurt Landsberg (1892–1964) in diese Position berufen, die er selbst als „organisatorischer Leiter“ beschrieb, während ihn Toni Lessler in ihren autobiographischen Aufzeichnungen 1939/40 mit keinem Wort erwähnte. Es sind Originalbelege erhalten, dass Toni Lessler auch 1937 noch als Schulvorsteherin die Zeugnisse unterschrieb, schulische Werbeanzeigen in Zeitungen schaltete und als Schulleiterin bis 1938 im Berliner Adressbuch verzeichnet war, daher ist der in Sekundärliteratur für Landsberg genannte Titel Schuldirektor eher fraglich. Diese Funktion übte er vor seiner Versetzung in den zwangsweisen Ruhestand in einer öffentlichen Bildungseinrichtung aus.
Als erste und einzige jüdische Schule in Preußen erhielt die Private Waldschule Grunewald die Genehmigung, ihrer Bildungseinrichtung ab September 1934 eine Jüdische Frauenschule anzugliedern, die einzige im Deutschen Reich.
Am 4. September 1935 beteiligte sich die Private Waldschule Grunewald an einem großen Leichtathletik-Sportfest aller jüdischen Schulen Berlins auf dem Grunewaldsportplatz des Zusammenschlusses der jüdischen Sportvereine Bar Kochba und SC Hakoah Berlin im Jagen, an dem rund 2000 Schülerinnen und Schüler teilnahmen. In den Zeitungsberichten und in den Ranglisten der Sportberichterstattung wurde sie stets als Leßlerschule bezeichnet.

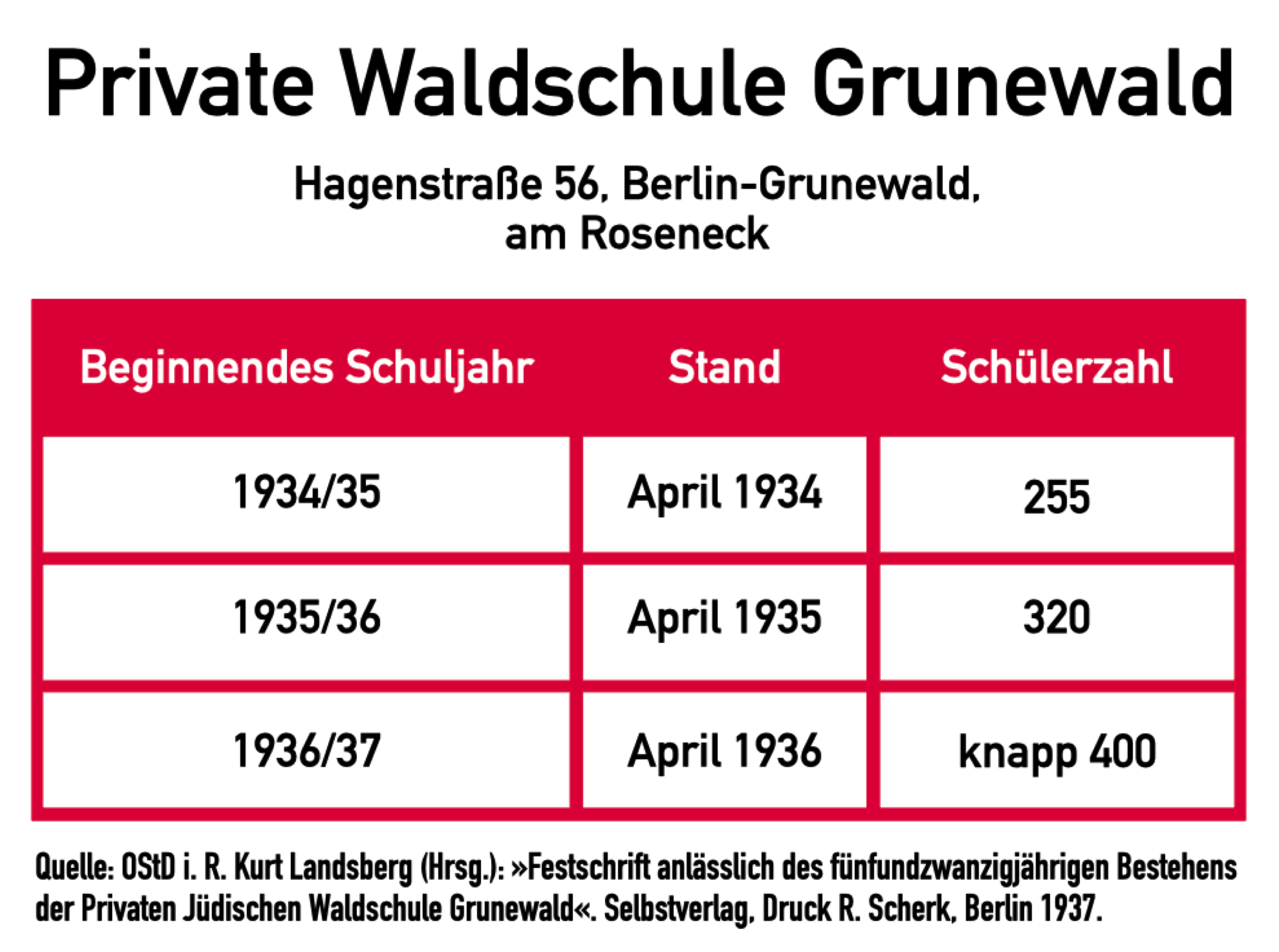
Wachsende Schülerzahlen während der NS-Zeit

Quinta mit zwei Lehrkräften, vorn links Kurt Landsberg, Oktober 1936

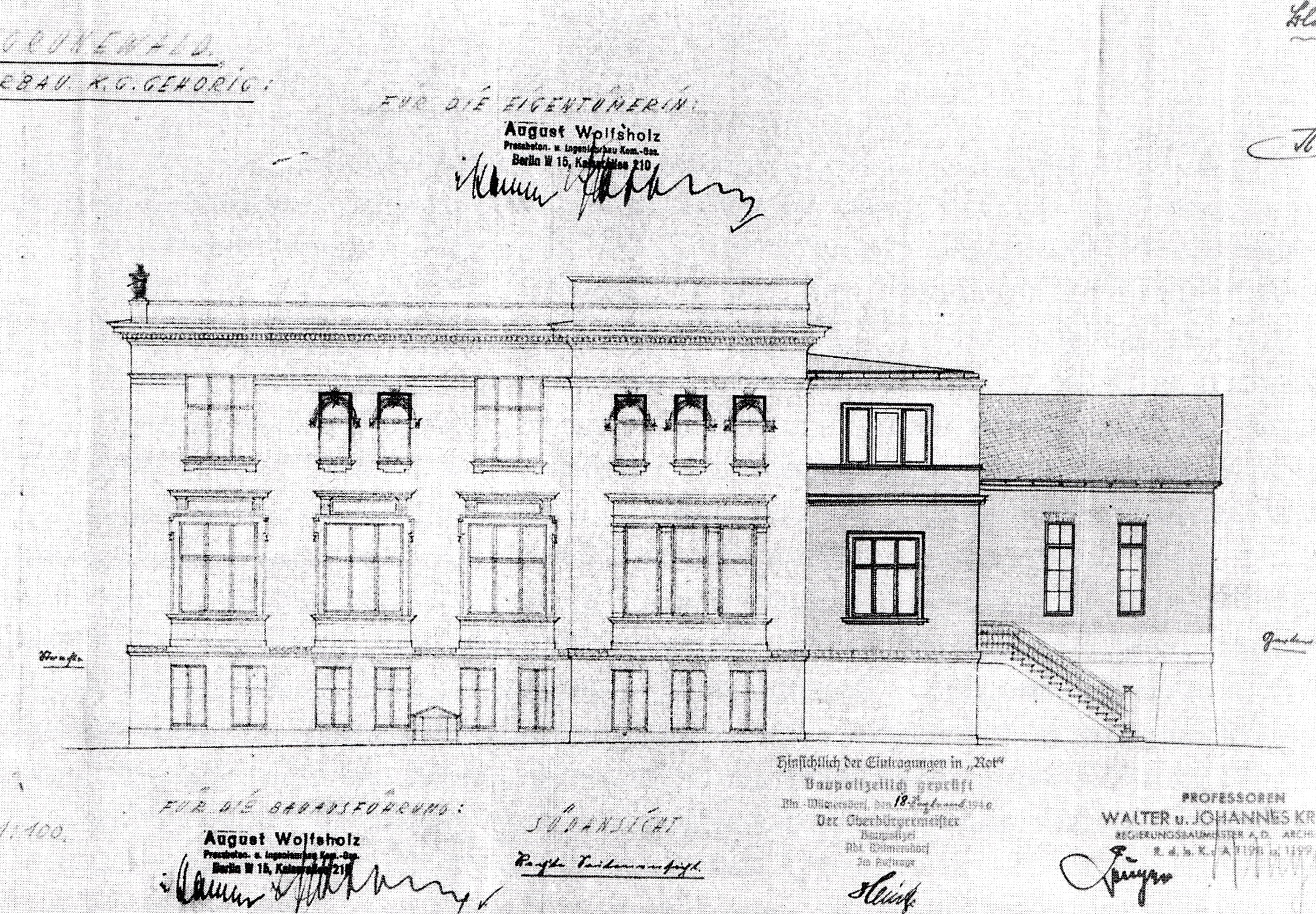
Villa Kronberger Straße 18, ab Oktober 1936 als zusätzliches Schulgebäude genutzt

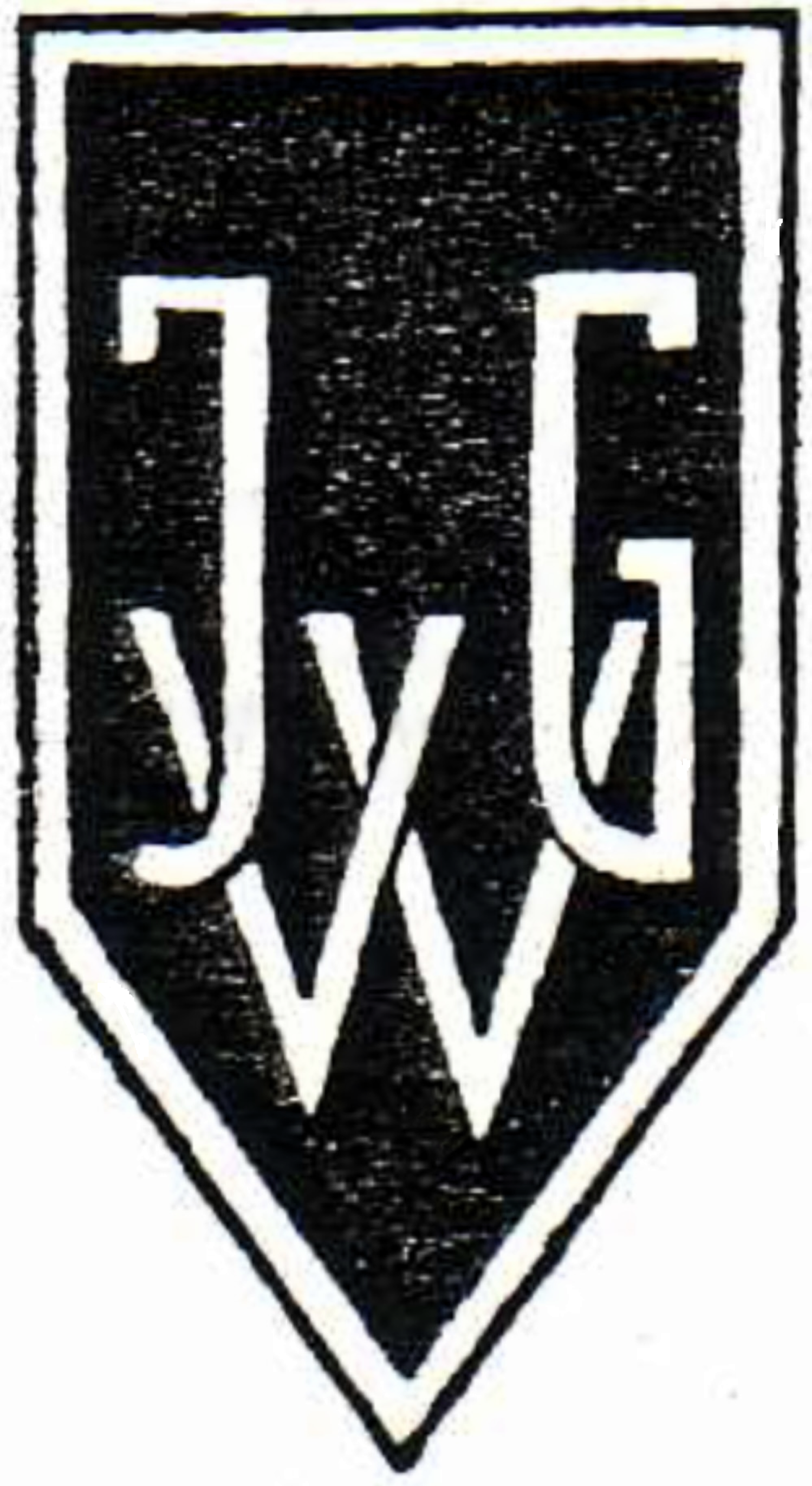
Signet JWG der Privaten Jüdischen Waldschule Grunewald, abgedruckt in der Jubiläumsfestschrift vom August 1937

Im Jahr 1936 musste die Schule erneut erweitert werden und nutzte daher nach Umbau während der Sommerferien ab Oktober 1936 zusätzlich ein an das Schulgrundstück angrenzendes Anwesen mit geräumiger Villa aus jüdischem Besitz.
Toni Lessler beschrieb 1937 die räumliche Ausweitung der Privatschule um weitere elf Klassenräume: „Es war ein glückliches Geschick, das uns eine Erweiterung in dem benachbarten Grundstück Kronberger Straße 18 finden ließ, in dem Grundstück mit großen, gut geschnittenen Klassenräumen und einem herrlichen Park. Nun konnte die Schule – rein äußerlich gesehen – so aufgebaut werden, wie wir es von einer ordentlichen Schule verlangen müssen. Turnhalle und Musiksaal wurden eingerichtet, ein Physiksaal und Räume für die naturwissenschaftlichen Sammlungen waren da. Ein Platz für die sportlichen Ballspiele konnte diesen reserviert bleiben; der weite Garten des ersten Grundstücks wurde zum Sportplatz mit einer mustergültigen Sprunganlage und einer 50-m-Laufbahn umgestaltet. Und schließlich konnte eine Frauenschulküche mit drei Gasherden und einem Waschherd dem hauswirtschaftlichen Unterricht zur Verfügung gestellt werden“.
Die Private Jüdische Waldschule Grunewald erhielt so eine Kapazität von 425 Schülern inklusive der neu eingerichteten Oberstufe; zum beginnenden Schuljahr 1936/37 nach Ostern 1936 zählte die Schulleitung knapp 400 Schüler. Die Berechtigung für die schulische Abnahme der Reifeprüfung folgte.
Die Schule musste sich ab spätestens 1937 Private Jüdische Waldschule Grunewald nennen, bis 1936 weisen erhaltene Originaldokumente und Schulstempel die Bezeichnung Private Waldschule Grunewald aus. Das NS-behördlich auferlegte Attribut „jüdisch“ als Ergänzung der Schulbezeichnung wurde von der Schulleitung ab spätestens 1937 maschinenschriftlich beispielsweise in die gedruckten Zeugnisformulare eingefügt.
Ende August 1937 beging die Private Jüdische Waldschule Grunewald u. a. mit einer Ansprache des Rabbiners Alfred Jospe ihr 25-jähriges Bestehen (siehe: zwei dazu veröffentlichte Zeitungsartikel bei Commons), ein Jubiläum, das sich natürlich auf die weithin bekannte und inoffiziell so bezeichnete Lessler-Schule seit 1912 bezog. Zu den zweitägigen Festveranstaltungen mit Theateraufführungen und Chorgesang, einem Sportfest auf dem Gemeindesportplatz und einer Ruderregatta in Berlin-Grünau im Zusammenwirken mit dem jüdischen Brüderverein zur gegenseitigen Unterstützung und dem Jüdischen Ruder-Club Welle-Poseidon (jüdisch ab 1936 auf Anordnung der Gestapo), in den die erfolgreichen Ruderinnen der Privaten Jüdischen Waldschule Grunewald aufgenommen wurden, erschien eine umfangreiche Jubiläumsfestschrift. Rund 1500 Gäste wurden zusätzlich zu den rund 400 Schülern und 50 Lehrkräften an den beiden Festtagen gezählt. Die offizielle Schulfeier fand im Großen Saal des Jüdischen Brüdervereinshauses in der Kurfürstenstraße 115/116 statt, in einem Gebäude, das zwei Jahre später von der Gestapo übernommen und Dienstsitz Adolf Eichmanns wurde.
Die Schule war ab Oktober 1937 als Prüfungszentrum für die Aufnahme (Matric Exam) an der University of Oxford zertifiziert. Jüdische Schüler, die das Deutsche Reich verlassen konnten, waren dadurch in der Lage, sich auf ein Studium im Vereinigten Königreich vorzubereiten.
Am 9. und 10. September 1938 veranstaltete die Reichsvertretung der Juden in Deutschland in der Privaten Jüdischen Waldschule Grunewald unter der Leitung von Paul Eppstein und Georg Lubinski (1902–1974) die Jüdische Sozialarbeiter-Tagung, an der rund 100 Mitarbeiter jüdischer Körperschaften und Institutionen teilnahmen.
In der zynisch als „Reichskristallnacht“ bezeichneten Nacht des reichsweiten Pogroms vom 9. auf den 10. November 1938 blieb die Schule von nationalsozialistischen Übergriffen verschont.
Einem Runderlass des Reichsministers für Wissenschaft, Erziehung und Volksbildung, Bernhard Rust, vom 15. November 1938 zufolge wurden sämtliche jüdischen Schüler infolge des Pogroms von den staatlichen Schulen verwiesen. Dadurch stieg die Schülerzahl der Lessler-Schule noch einmal an.
Im Jahr 1939 wurde die Private Jüdische Waldschule Grunewald auf Anordnung der NS-Behörden geschlossen. Toni Lessler und ihre Schwester Clara Heine emigrierten kurz zuvor in die Vereinigten Staaten.

### Forest Hills, New York
In Forest Hills im US-Bundesstaat New York gründete Toni Lessler im Jahr 1942, während die USA bereits in den Krieg eingetreten waren, unter ihrem Namen eine neue Lessler-Schule, eine kleine Sprachschule, unter ihrer Privatadresse 111-10 76th Road. Sie fokussierte auf Migranten, die sich für die Sprachprüfung des US-Einbürgerungsverfahrens qualifizieren wollten. Da Lessler NS-bedingt nahezu mittellos war, musste sie versuchen, von diesen Einnahmen zu leben. Bekannte, ehemalige Schülerinnen und Schüler, versuchten sie nach Kräften zu unterstützen, so gut es im Rahmen von deren eigener Lebenssituation nach Emigration ging.

## Bekannte Schüler
- Hanns Alexander, Kaufmann und Bankier, Nazi-Jäger
- Ernst Ludwig Ehrlich, Judaist und Historiker, wechselte 1936 auf die Lessler-Schule
- Ludwig Greve, Schriftsteller und Bibliothekar
- Peter von Oertzen, Politikwissenschaftler, niedersächsischer Kultusminister

## Bekannte Lehrer
Die Angaben zu den beamtenrechtlichen Amtsbezeichnungen einzelner Lehrkräfte mit dem Zusatz i. R. (im Ruhestand) beziehen sich auf den Zeitpunkt der Lehrtätigkeit an der Privaten Waldschule Grunewald. Sie verweisen darauf, dass es sich um beamtete Lehrer handelt, die zuvor an öffentlichen Schulen tätig, aber durch die nationalsozialistische Schulbehörde ohne Anspruch auf Pension in den vorzeitigen Ruhestand versetzt worden waren. An der Privaten Waldschule Grunewald bezogen sie ihr Einkommen durch Schulvorsteherin Toni Lessler bzw. anteilig aus dem Schulgeld, das die Eltern für ihre Kinder zu entrichten hatten.
- Salomon Birnbaum (geboren am 17. Dezember 1883 in Dubno, Polen; gestorben am 12. März 1943 im Vernichtungslager Auschwitz-Birkenau), Mathematiker, Physiker, Studienrat i. R.[52][53][54][55][56]
- Curt Boenheim (1894–1983), promovierter Mediziner, Internist, Kinderarzt, Schularzt[57][58]
- Leonore Goldschmidt (1897–1983), an der Lessler-Schule im Schuljahr 1934/35[59][60]
- Rose Hirschbach, geb. Borchard (1885–1972), wissenschaftliche Lehrerin[61][62]
- Eva Kayser, Hauswirtschaft, Gewerbeoberlehrerin i. R.[63]
- Kurt Landsberg (1892–1964), Diplom-Volkswirt, Oberstudiendirektor i. R., an der Lessler-Schule von 1934 bis 1939[64][2][65]
- Joachim Lesser, Philologe, wissenschaftlicher Lehrer[66]
- Toni Lessler (1874–1952), Philologin, an der Lessler-Schule von 1912 bis 1939[67]
- Erich Ludwig Loewenthal (geboren am 16. März 1894 in Berlin; gestorben etwa Mitte März 1943 im Vernichtungslager Auschwitz-Birkenau), Philologe, Studienrat i. R., an der Lessler-Schule von 1934 bis 1939[68][69][70]
- Alfred Jospe (1909–1994), promovierter Theologe und Rabbiner[71][72][73]
- Max Marcus, Schülerbücherei, Studienrat i. R.[74]
- Paul „Yogi“ Mayer (1912–2011), Sportler (Olympiasieger), Turn- und Sportlehrer, Sportjournalist[75][76][77]
- Ludwig Misch (1887–1967), promovierter Jurist, Kapellmeister, Komponist, Musiklehrer, Beethovenforscher, Musikschriftsteller[78][79][80]
- Kurt Neufeld, Mathematiker, Studienrat i. R.[81]
- Gertrud Rosendorn (geboren am 19. Oktober 1883 in Berlin; gestorben am oder nach dem 29. Oktober 1942 im Ghetto Riga), Geographie/Erdkunde, Studienrätin i. R.[82][83][84][85][86]
- Erwin Scheftelowitz (1911–2000), promovierter Jurist und Rabbiner[87][88][89]

## Schulleiter
- Toni Lessler, Philologin, 1912 bis 1939
- Kurt Landsberg, Diplom-Volkswirt, Oberstudiendirektor i. R., 1934 bis 1939 (als „jüdischer Mischling ersten Grades“ bzw. „Halbjude“ durch NS-Anordnung der jüdischen Schulvorsteherin beigestellt)[2]

## Nachnutzung der Villa Hagenstraße 56
Im Gegensatz zur Villa Brahmsstraße 19 wurde die bis 1939 in jüdischem Besitz befindliche und dann im Kontext der „Arisierung“ zwangsenteignete Villa Hagenstraße 56 im Zweiten Weltkrieg nicht zerstört. Während des Krieges residierte darin der Reichsverband der Technischen Überwachungs-Vereine (RTÜV), nach dem Krieg der Technische Überwachungsverein Berlin, später das Institut für Publizistik der Freien Universität Berlin. Auf dem Grundstück der ehemaligen Villa bzw. der früheren Privaten Waldschule Grunewald befindet sich seit 2004 der Neubau der Katarischen Botschaft.

## Veröffentlichungen
- Kurt Landsberg (Hrsg.), Lehrpersonal (Mitarb.): Festschrift anlässlich des fünfundzwanzigjährigen Bestehens der Privaten Jüdischen Waldschule Grunewald. Selbstverlag, Druck R. Scherk, Berlin 1937; OCLC 250692574.